# CITIC Plaza
CITIC Plaza es un rascacielos situado en el distrito de Tianhe, en Cantón, China. Su altura estructural es de 390 m (1 280 pies), incluyendo dos agujas en lo más alto del edificio. Tiene 80 plantas. Fue completado en 1996.
Localizado en el distrito de Tianhe, es una parte del complejo del mismo nombre, que también consta de dos edificios residenciales de 38 plantas. Se encuentra en las proximidades de una estación de tren que sirve las extremadamente ajetreadas líneas de Cantón-Shenzhen y Cantón-Hong Kong, de una nueva estación de metro y del estadio Tianhe. Está en el mismo eje que otros dos importantes proyectos de Cantón: el Guangzhou International Finance Center y la Torre de televisión de Cantón. Está rodeado por otros edificios altos y es un símbolo del crecimiento económico de la ciudad.

## Inquilinos
All Nippon Airways operaba su oficina de Cantón en el 2605 CITIC Plaza hasta el 2 de mayo de 2011. Desde el 3 de mayo de 2011, se ha situado en la Torre A de Victory Plaza.

## Galería

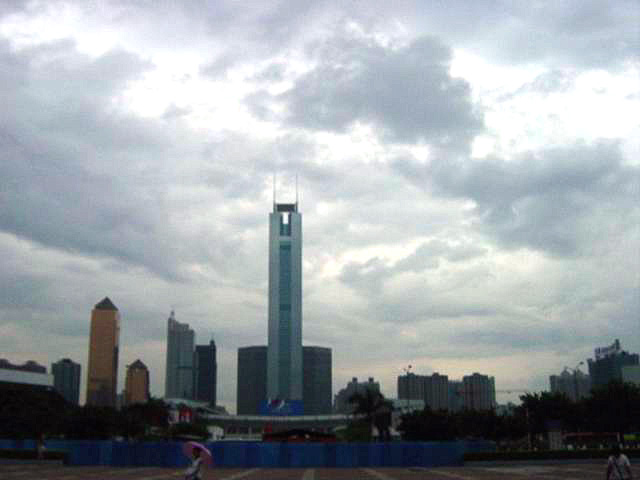
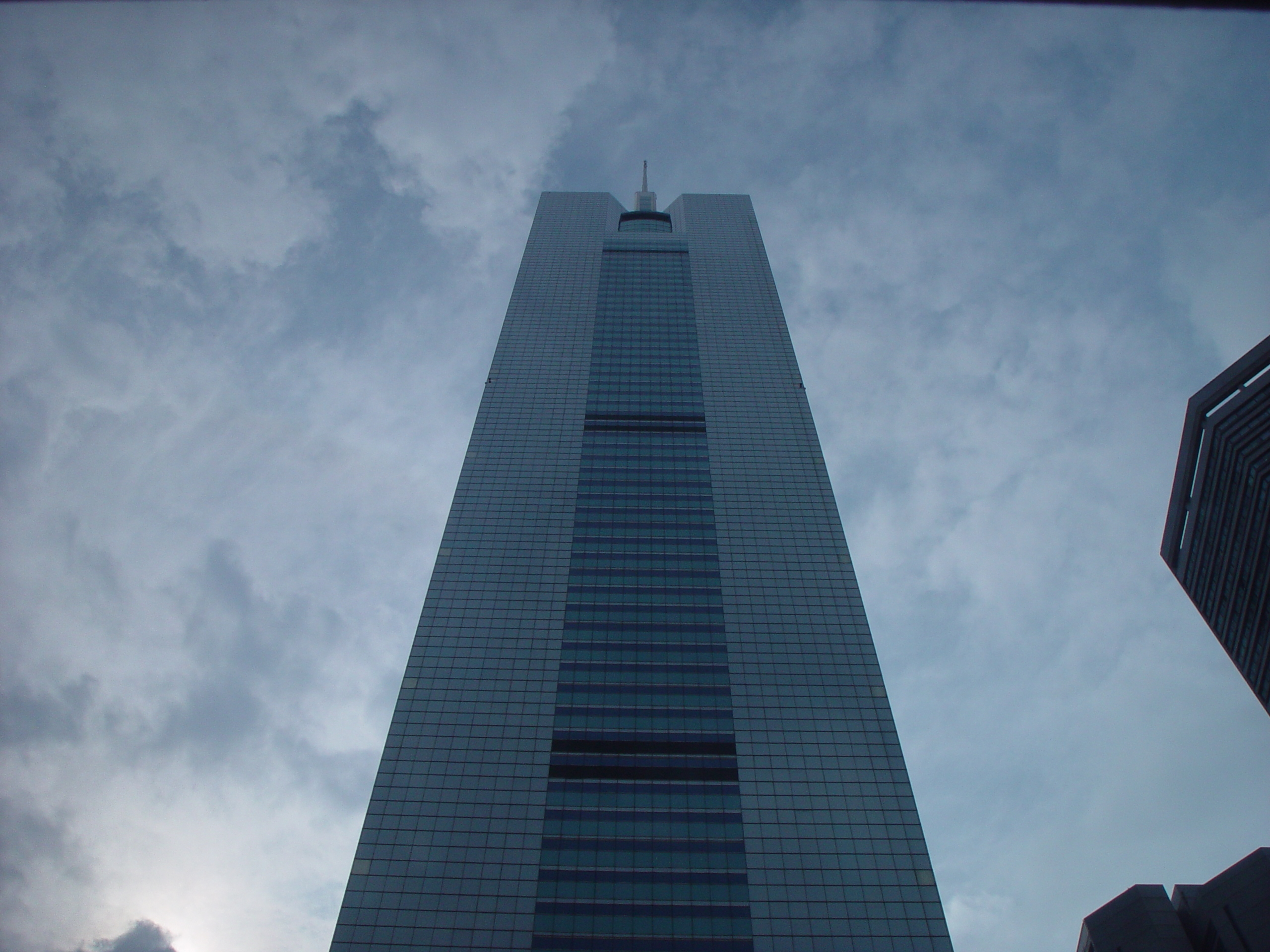